# Odontocarya truncata
Odontocarya truncata är en tvåhjärtbladig växtart som beskrevs av Paul Carpenter Standley. Odontocarya truncata ingår i släktet Odontocarya och familjen Menispermaceae. Inga underarter finns listade i Catalogue of Life.